# Sharone Wright
Sharone Addaryl Wright (Macon, Georgia; 30 de enero de 1973) es un exjugador de baloncesto estadounidense que militó en Philadelphia 76ers y en Toronto Raptors de la NBA. Con 2,11 metros de estatura, jugaba en la posición de pívot.

## Trayectoria deportiva

### Universidad
Wright jugó en la Universidad de Clemson durante tres temporadas. En su primer año en los Tigers fue nombrado en el segundo equipo de la Atlantic Coast Conference y en el primer equipo de freshmans del All-American. Durante la temporada promedió 12 puntos y 8.1 rebotes en 28 partidos. En las dos siguientes campañas superó los 15 puntos y 10 rebotes, y abandonó Clemson con promedios de 14.2 puntos y 9.8 rebotes en 92 partidos.

### Profesional
Fue seleccionado en la 6.ª posición del Draft de la NBA de 1994 por Philadelphia 76ers. Su primera temporada en la NBA fue notable, jugando el Rookie Game del All-Star Weekend y formando parte del segundo mejor quinteto de rookies tras promediar 11.4 puntos y 6 rebotes en 79 encuentros, 49 de ellos como titular. El 22 de febrero de 1996 fue traspasado a Toronto Raptors, donde en los 11 partidos que disputó con los canadienses en la temporada 1995-96 aportó 16.5 puntos por noche. Wright jugó en los Raptors poco más de una temporada. En julio de 1997 tuvo un accidente de coche en Macon, Georgia, que le obligó a perderse los tres primeros meses de competición. En la temporada 1997-98, Wright solo apareció en 7 partidos, siendo estos sus últimos en la NBA. En octubre de 2000 fichó como agente libre por Minnesota Timberwolves, pero fue cortado antes de debutar de manera oficial.
Al no tener un sitio en la NBA, Wright se marchó a jugar al Hong Kong Flying Dragons de la liga china en 2003. Al año siguiente fue fichado por el Anwil Włocławek de Polonia, donde jugó 27 partidos y firmó 9.4 puntos. En las siguientes temporadas militó en el CB Valladolid de la Liga ACB, en el Yakama Sun Kings de la CBA y en el Eiffel Towers Den Bosch de Holanda. En 2007 se proclamó campeón de la liga neerlandesa y en la actualidad ejerce de asistente del entrenador en el conjunto neerlandés.

## Estadísticas de su carrera en la NBA

### Temporada regular
| Temp.   | Edad | Equipo       | Liga | P   | TIT | MIN  | TC  | TCA  | %TC  | 3P  | 3PA | %3P  | TL  | TLA | %TL  | R.OF. | R.DEF. | REB | ASIS | ROB | TAP | PER | FP  | PTS  |
| 1994-95 | 22   | Philadelphia | NBA  | 79  | 49  | 25.9 | 4.6 | 9.8  | .465 | 0.0 | 0.1 | .000 | 2.3 | 3.6 | .645 | 2.4   | 3.6    | 6.0 | 0.6  | 0.5 | 1.3 | 1.9 | 3.1 | 11.4 |
| 1995-96 | 23   | TOTAL        | NBA  | 57  | 38  | 25.2 | 4.4 | 9.0  | .484 | 0.0 | 0.1 | .333 | 2.9 | 4.5 | .645 | 2.6   | 3.6    | 6.2 | 0.7  | 0.5 | 0.9 | 1.9 | 2.9 | 11.6 |
| 1995-96 | 23   | Philadelphia | NBA  | 46  | 32  | 24.7 | 4.0 | 8.3  | .477 | 0.0 | 0.0 |      | 2.5 | 4.0 | .629 | 2.7   | 3.8    | 6.5 | 0.6  | 0.5 | 0.8 | 1.8 | 2.7 | 10.5 |
| 1995-96 | 23   | Toronto      | NBA  | 11  | 6   | 27.1 | 5.9 | 11.6 | .508 | 0.1 | 0.3 | .333 | 4.5 | 6.6 | .685 | 2.2   | 3.0    | 5.2 | 1.0  | 0.5 | 0.9 | 2.5 | 3.5 | 16.5 |
| 1996-97 | 24   | Toronto      | NBA  | 60  | 28  | 16.8 | 2.7 | 6.7  | .400 | 0.0 | 0.0 | .000 | 1.1 | 2.2 | .511 | 1.3   | 1.8    | 3.1 | 0.5  | 0.3 | 0.8 | 1.6 | 2.4 | 6.5  |
| 1997-98 | 25   | Toronto      | NBA  | 7   | 0   | 6.3  | 1.0 | 2.0  | .500 | 0.0 | 0.0 |      | 0.3 | 0.6 | .500 | 0.1   | 1.1    | 1.3 | 0.6  | 0.0 | 0.0 | 0.3 | 1.0 | 2.3  |
| Total   |      |              | NBA  | 203 | 115 | 22.3 | 3.8 | 8.4  | .456 | 0.0 | 0.1 | .083 | 2.1 | 3.3 | .618 | 2.1   | 3.0    | 5.0 | 0.6  | 0.4 | 1.0 | 1.7 | 2.8 | 9.7  |